# Tabernas
Tabernas község Spanyolországban, Almería tartományban. Lakosainak száma 4097 fő (2024).

## Földrajza
Tabernas Almería, Pechina, Rioja, Gádor, Gérgal, Castro de Filabres, Velefique, Senés, Tahal, Lucainena de las Torres és Turrillas községekkel határos.

## Népesség
A település lakosságának változását az alábbi diagram mutatja:
| Lakosok száma | 3204 | 3180 | 3494 | 3627 | 3648 | 3646 | 3654 | 3688 | 3887 | 4097 |
|               | 2001 | 2004 | 2006 | 2009 | 2011 | 2014 | 2016 | 2019 | 2021 | 2024 |